# 千手観音

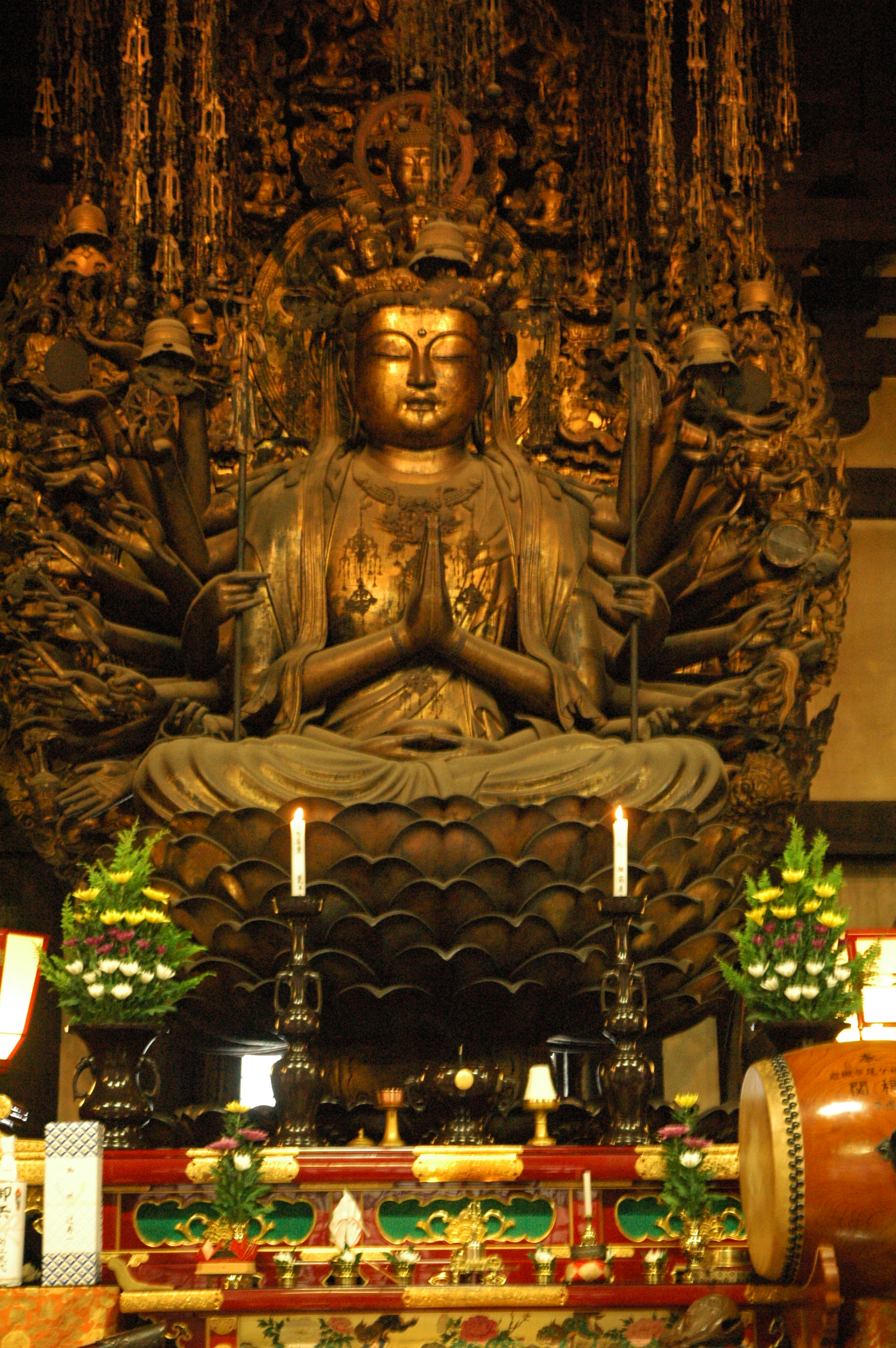
木造千手観音坐像 妙法院蔵（三十三間堂安置）国宝 鎌倉時代 湛慶作。

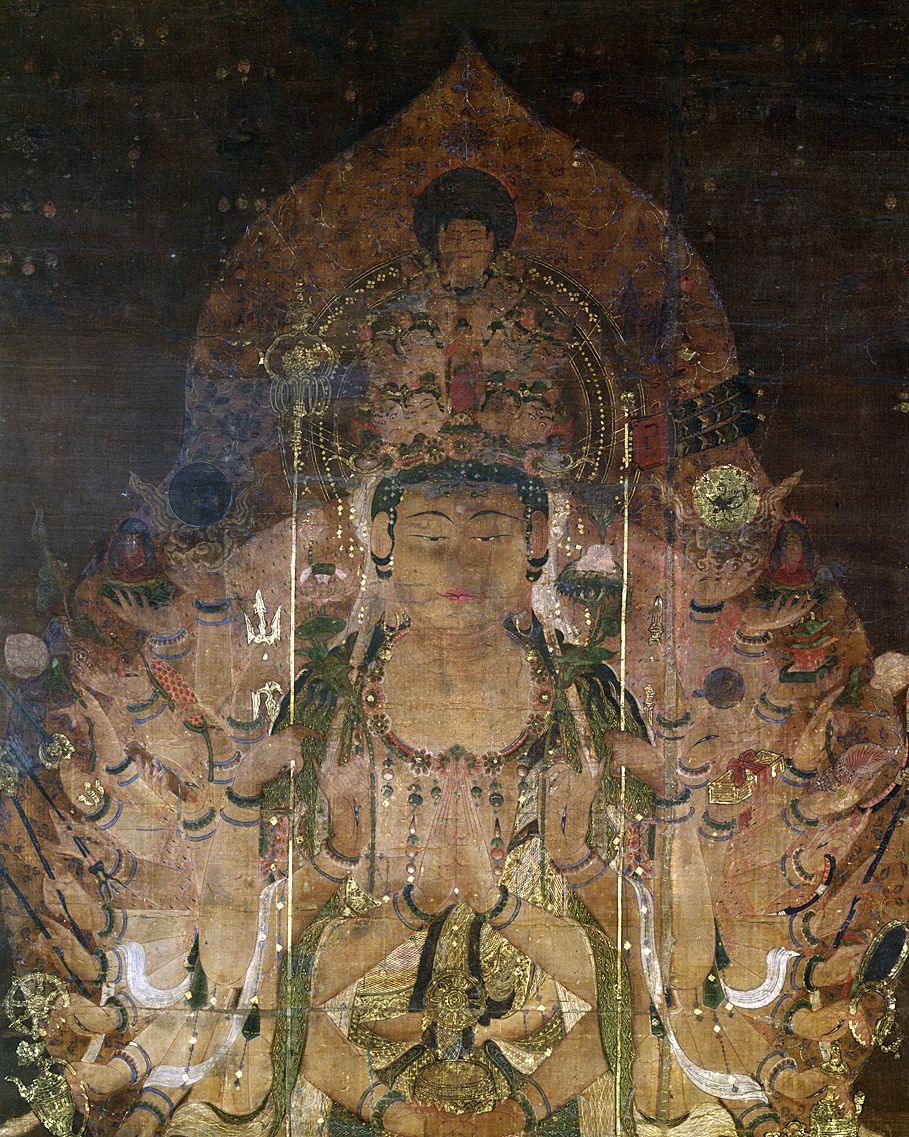
絹本著色千手観音像 東京国立博物館蔵 国宝 平安時代後期。

千手観音（せんじゅかんのん、梵: सहस्रभुज、[sahasrabhuja]、サハスラブジャ）は、仏教における信仰対象である菩薩の一尊。
「サハスラブジャ」とは「千の手」あるいは「千の手を持つもの」の意味である。この名はヒンドゥー教のヴィシュヌ神やシヴァ神、女神ドゥルガーといった神々の異名でもあり、インドでヒンドゥー教の影響を受けて成立した観音菩薩の変化身（へんげしん）と考えられている。六観音の一尊でもある。
三昧耶形は開蓮華（満開のハスの花。聖観音の初割蓮華と対をなす）、蓮華上宝珠。種字はキリーク(ह्रीः hrīḥ)。
眷属として二十八部衆を従える。

## 名称と「千手」のいわれ
「十一面千手観音」「千手千眼（せんげん）観音」「十一面千手千眼観音」「千眼千臂（せんぴ）観音」など様々な呼び方がある。「千手千眼」の名は、千本の手のそれぞれの掌に一眼をもつとされることから来ている。千本の手は、どのような衆生をも漏らさず救済しようとする、観音の慈悲と力の広大さを表している。観音菩薩が千の手を得た謂われを述べた仏典としては、伽梵達摩訳『千手千眼觀世音菩薩廣大圓滿無礙大悲心陀羅尼經』がある。この経の中に置かれた『大悲心陀羅尼』は現在でも中国や日本の天台宗、禅宗寺院で読誦されている。六観音の一尊としては、六道のうち餓鬼道を摂化するという。また地獄の苦悩を済度するともいい、一切衆生を済度するに、無礙の大用あることを表して諸願成就・産生平穏を司るという。
千手観音の尊名は、前述の通り様々な呼び方がある。千手観音像の中には十一面ではなく、一面や二十七面の作例もある。このうち一面千手が古態と考えられ、中国現存最古の千手像とされる四川省丹稜鄭山第40号龕千手像は一面千手である。日本の文化財保護法による国宝、重要文化財の指定名称は「千手観音」に統一されている。
密教の胎蔵界曼荼羅で観音が配置される場所を「蓮華部」というが、千手観音はその中でも「蓮華王菩薩」と称される最高位の存在になっている。京都市にある妙法院三十三間堂が、正式には蓮華王院というのはこれに由来する。

## 像容
坐像、立像ともにあり、実際に千本前後の手を表現した仏像もいくつか現存する。奈良市の唐招提寺金堂像（立像）、大阪府藤井寺市の葛井寺本尊像（坐像）、京都府京田辺市の寿宝寺本尊像（立像）などが知られている。像高5mを超える唐招提寺像は大手が42本で、大手の隙間に911本の小手があり、全部で953本現存する。葛井寺像は、大手が40本（宝鉢手をつくらない）、小手は1,001本で合計1041本ある。小手は正面から見ると像本体から直接生えているように見えるが、実は、像背後に立てた2本の支柱にびっしりと小手が取り付けられている。葛井寺像の大手・小手の掌には、絵具で「眼」が描かれていたことがわずかに残る痕跡から判明し、文字通り「千手千眼」を表したものであった。
一般的な千手観音像は十一面四十二臂が多い。和歌山県の道成寺本尊像（国宝）と補陀洛山寺本尊像（重文）は四十四臂を持つ。敦煌で発見された大英博物館所蔵の千手観音画とギメ博物館所蔵の千手観音立像も四十四臂を持つ。四十二臂の意味については、胸前で合掌する2本の手を除いた40本の手が、それぞれ25の世界を救うものであり、「25×40＝1,000」であると説明されている。ここで言う「25の世界」とは、仏教で言う「三界二十五有（う）」のことで、天上界から地獄まで25の世界があるという考えである（欲界に十四有、色界に七有、無色界に四有があるとされる）。俗に言う「有頂天」とは本来、二十五の有の頂点にある天上界のことを指す。
京都三十三間堂の本尊（坐像）は、鎌倉時代の仏師湛慶の代表作であるとともに、十一面四十二臂像の典型作である。42本の手の内2本は胸前で合掌し、他の2本は腹前で組み合わせて宝鉢（ほうはつ）を持つ（これを宝鉢手という）。他の38本の脇手にはそれぞれ法輪、錫杖（しゃくじょう）、水瓶（すいびょう）など様々な持物（じもつ）を持つ。38手に何を持つかについては経典に述べられているが（後出）、彫像の場合は長年の間に持物が紛失したり、後世の補作に替わったりしている場合が多い。

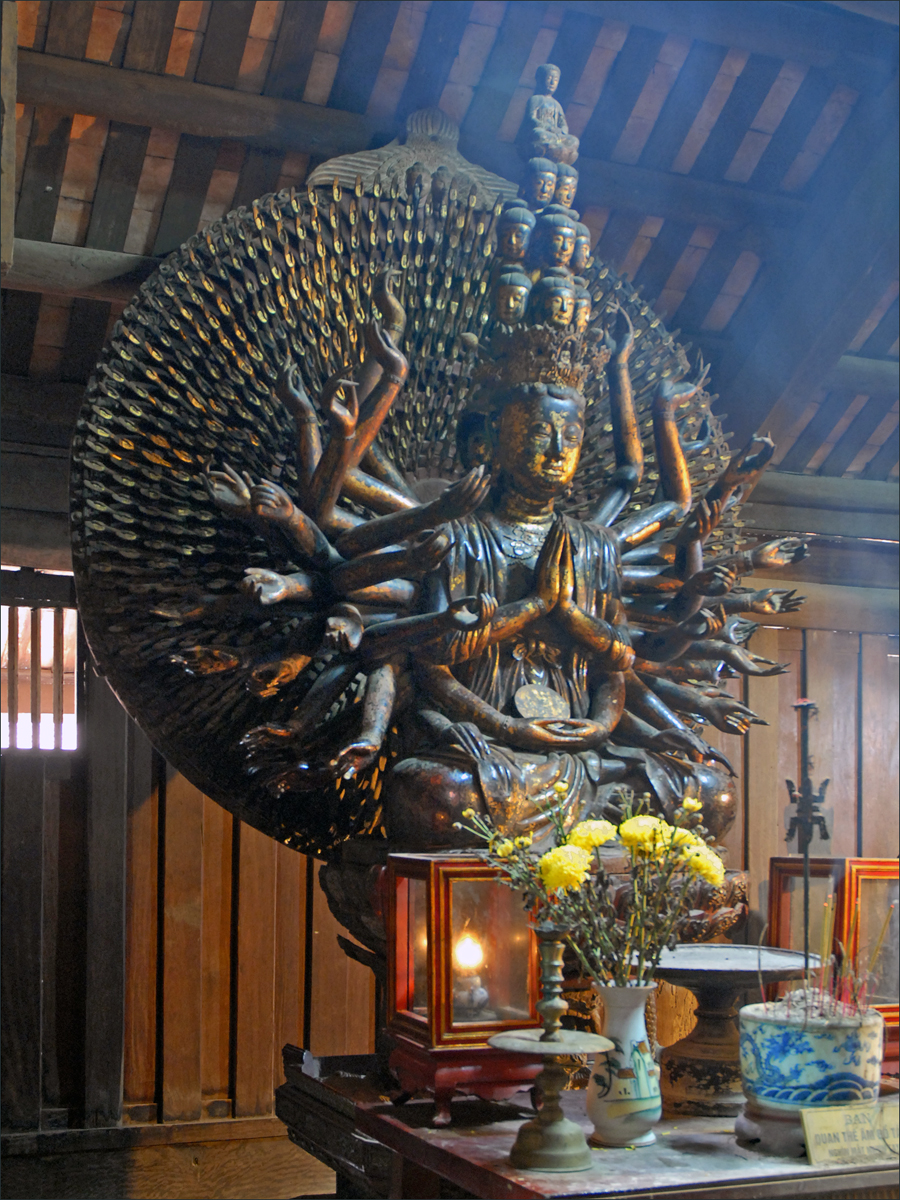
ベトナム、ブッタップ寺
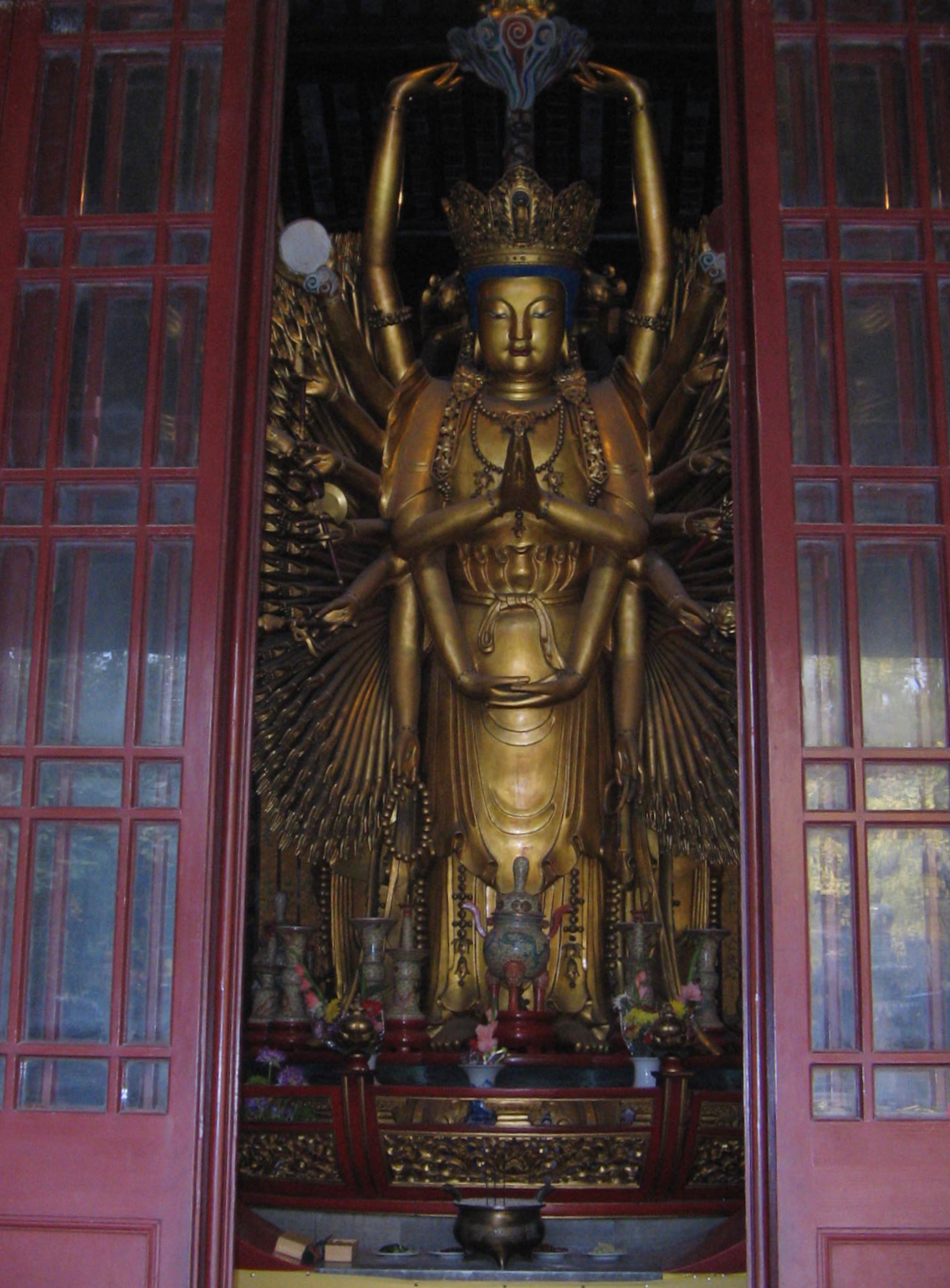
上海、龍華寺
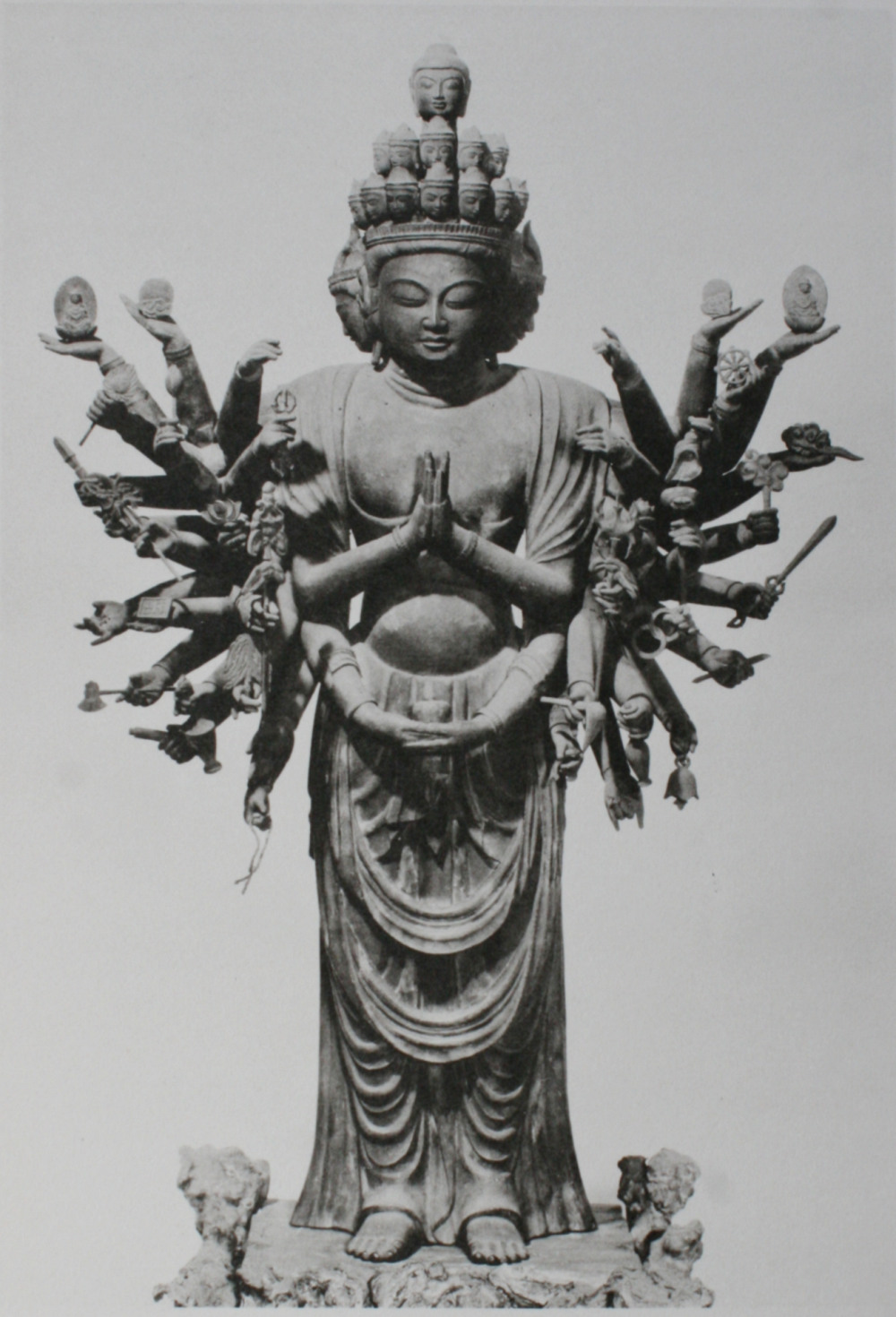
京都、法性寺
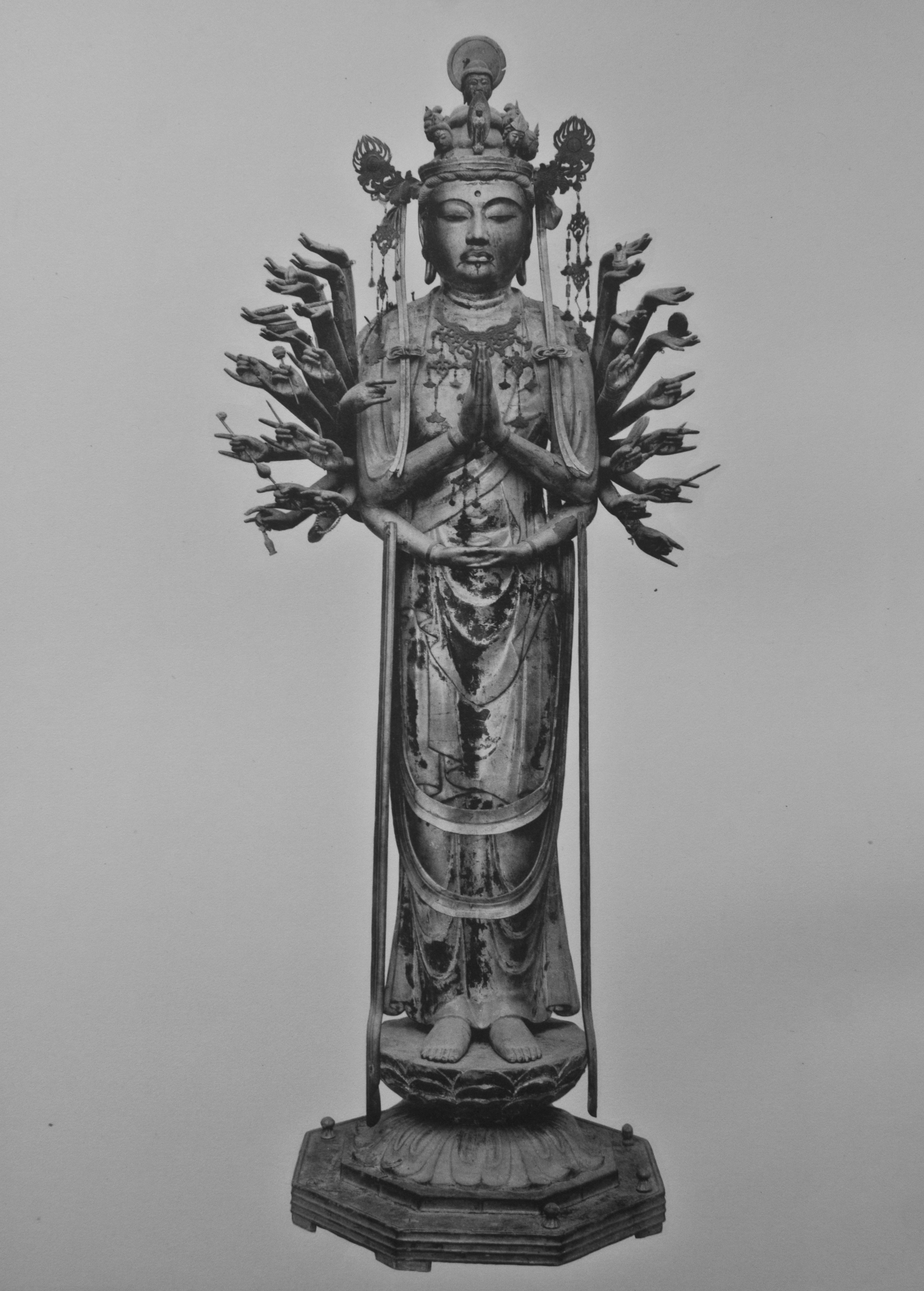
京都、三十三間堂（1,001体のうち）
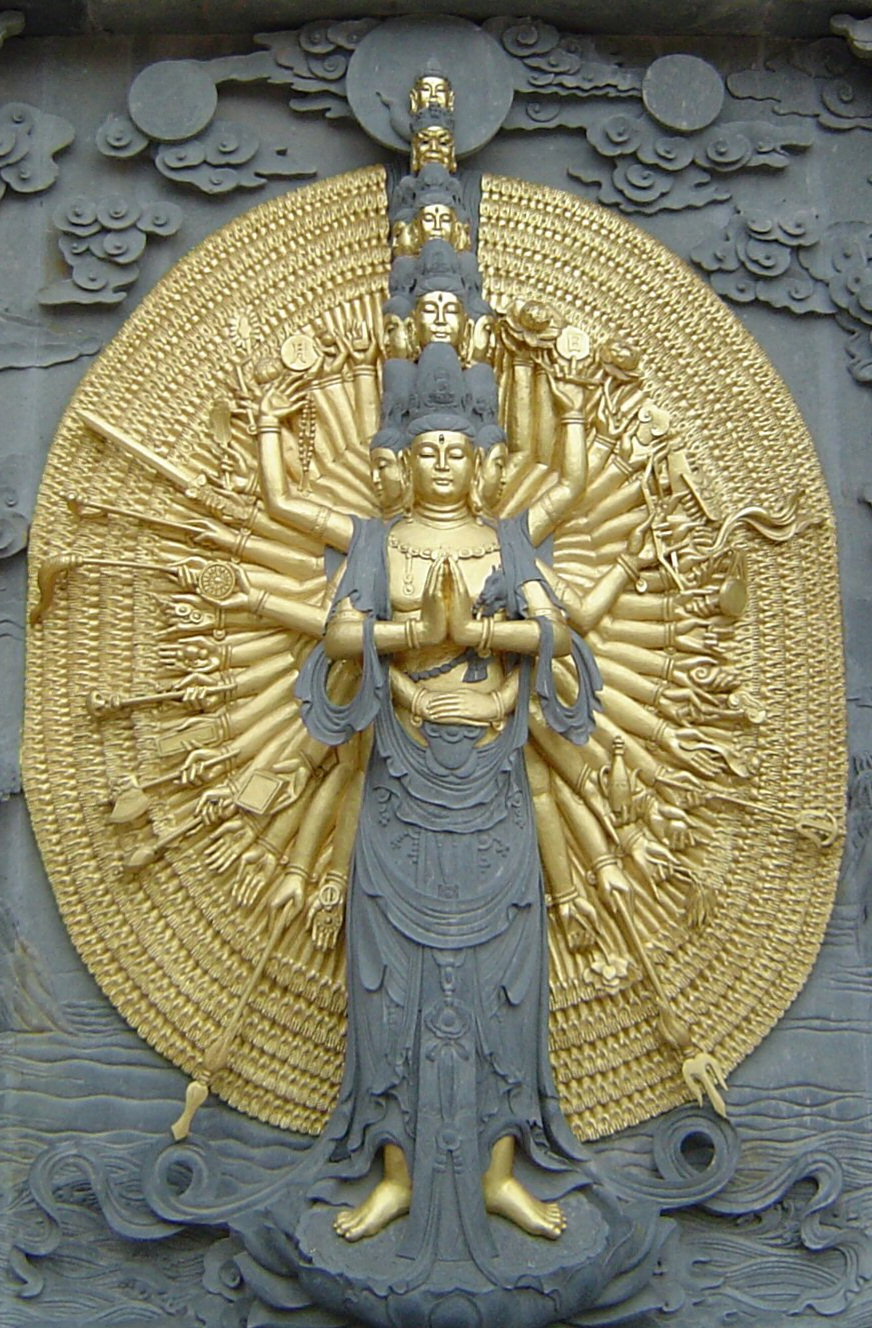
中国安徽省九華山
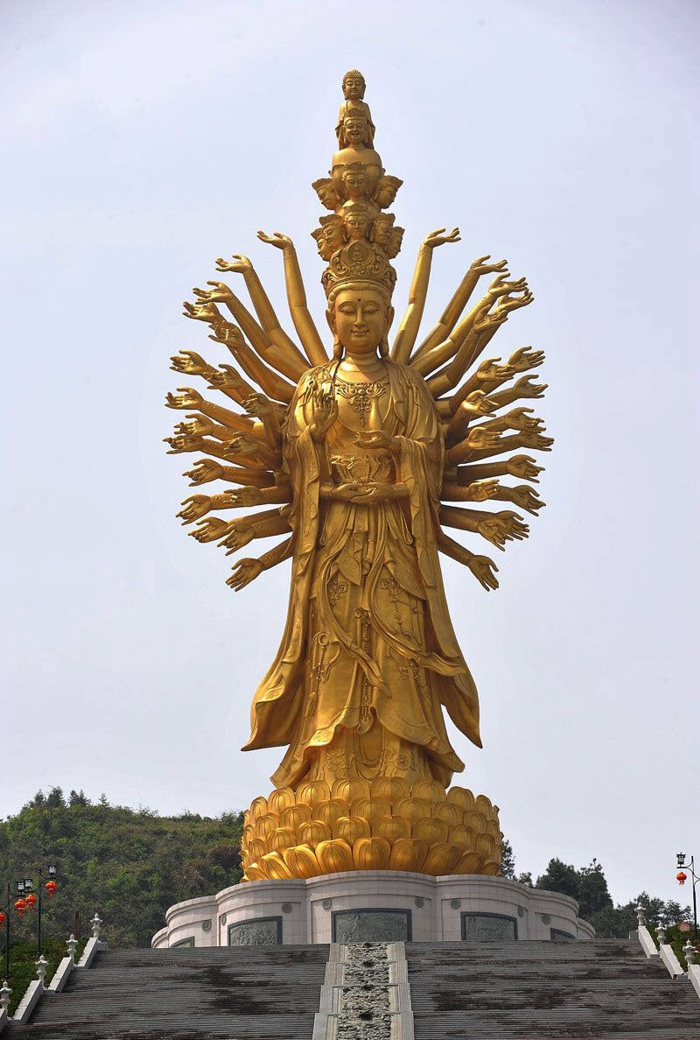
中国湖南省潙山

## 日本における信仰と造像例
千手観音の造像例は、インドにはほとんど知られないが、中国ではユネスコ世界遺産になってる唐代の龍門石窟や宋代の大足石刻などに遺例がある。日本での千手観音信仰の開始は古く、空海が正純密教を伝える以前、奈良時代から造像が行われていた。東大寺には天平年間に千手堂が建てられたことが知られ、同寺の今はない講堂にも千手観音像が安置されていた。日本における現存作例では、8世紀半ばの制作とされる葛井寺像が最古とされ、唐招提寺像も8世紀末～9世紀初頭の作品である。和歌山・道成寺の秘仏である北向本尊像の胎内からは、大破した千手観音像が発見されている。これは道成寺草創期の本尊と思われ、奈良時代に遡るものである。
その他、千手観音をまつる著名寺院としては、京都市の清水寺や三十三間堂、西国札所の粉河寺（和歌山県紀の川市）などがある。京都・清水寺本尊（立像）は、33年に一度開扉の秘仏で、42本の手のうちの2本を頭上に挙げて組み合わせる独特の形をもち、「清水型」といわれている。同じ清水寺の奥之院本尊の秘仏・千手観音像は珍しい27面の坐像である。

## 千手観音の持物
千手観音の持物（じもつ）については、『千手千眼陀羅尼経』（詳しくは『千手千眼観世音菩薩広大円満無礙大悲心陀羅尼経』）などの経典に説かれており、実際の彫像、画像などもおおむね経典にしたがって造形されている。
以下の持物については西村公朝『仏の世界観』（吉川弘文館、1980、）による。なお、像によっては下記で「左手の持物」としたものを右手に持つ（またはその逆）場合もある。

### 左手の持物
- 宝戟（ほうげき）千手観音が左手に持つ杖状のもの。先端が3つに分かれた武器。
- 化仏（けぶつ）小型の仏像。
- 宝鐸（ほうたく）小型の鐘のこと。
- 白蓮華（びゃくれんげ）
- 払子（ほっす）元来は蝿などを追い払うための道具。
- 羂索（けんさく）投げ縄のこと。
- 日輪（にちりん）経典には「日精摩尼」（にっしょうまに）とある。
- 宝輪（ほうりん）経典には「不退金輪」とある。
- 宝螺（ほうら）ほら貝。
- 玉環（ぎょくかん）「金環」とも。これに代えて「宝釧」（ほうせん、腕輪）をもつこともある。
- 髑髏杖（どくろじょう）
- 紅蓮華（ぐれんげ）
- 傍牌（ぼうはい）龍の顔を表した楯のようなもの。
- 宮殿（くうでん）経典には「化宮殿」とある。
- 五色雲（ごしきうん）右手に持つ場合もある。
- 宝鉤（ほうこう）経典には「倶尸鉄鉤」とある。先端が直角に曲がった棒状の武器。
- 宝剣（ほうけん）柄（つか）の部分が三叉に分かれた三鈷剣。
- 宝弓（ほうきゅう）右手に持つ矢（宝箭）と対をなす。
- 澡瓶（そうびょう）「軍持」とも。水差しのこと。

### 右手の持物
- 錫杖（しゃくじょう）左手にもつ「宝戟」と対をなす。杖の上方に輪をいくつも付けてあり、これを持って歩くと輪が音を発する。元来はインドで山野を歩く際の毒蛇除けに使用したもの。
- 化仏（けぶつ）
- 三鈷杵（さんこしょ）中央に握りがあり、両端が三叉になった法具。経典ではこれを持つ手を「跋折羅手」（ばさらしゅ）とする。
- 青蓮華（しょうれんげ）
- 楊枝（ようじ）柳の枝。「楊柳」とも。
- 数珠（じゅず）
- 月輪（がちりん）経典には「月精摩尼」とある。
- 宝珠（ほうじゅ）経典には「如意珠」とある。
- 宝経（ほうきょう）「経篋」（きょうきょう）とも。仏典のこと。
- 宝印（ほういん）
- 蒲桃（ぶどう）葡萄のこと。
- 紫蓮華（しれんげ）
- 施無畏手（せむいしゅ）持物を持たない手。
- 宝鏡（ほうきょう）
- 宝篋（ほうきょう）小箱。「梵篋」とも。
- 金剛杵（こんごうしょ）「独鈷杵」（とっこしょ）とも。中央に握りがあり、両端に鋭い刃の付いた武器。
- 鉞斧（えっぷ）「おの」「まさかり」のこと。
- 宝箭（ほうせん）矢のこと。
- 胡瓶（こびょう）ペルシャ風の水差し。「宝瓶」とも。

『千手千眼陀羅尼経』では以上の38本の持物をもつ手に加えて「合掌手」と「宝鉢手」を含めて40本の手について言及している。日本における千手観音の実際の造像例を見ると、腹前（坐像の場合は膝上）で2本の手を組み、その上に宝鉢を乗せる形式のものが多い。宝鉢を持つ2本と胸前で合掌する2本の手を合わせて42臂となる。

## 真言
- オン・バザラ・ダラマ（ダルマ[1]）・キリク[6]

## 日本における代表的な千手観音像

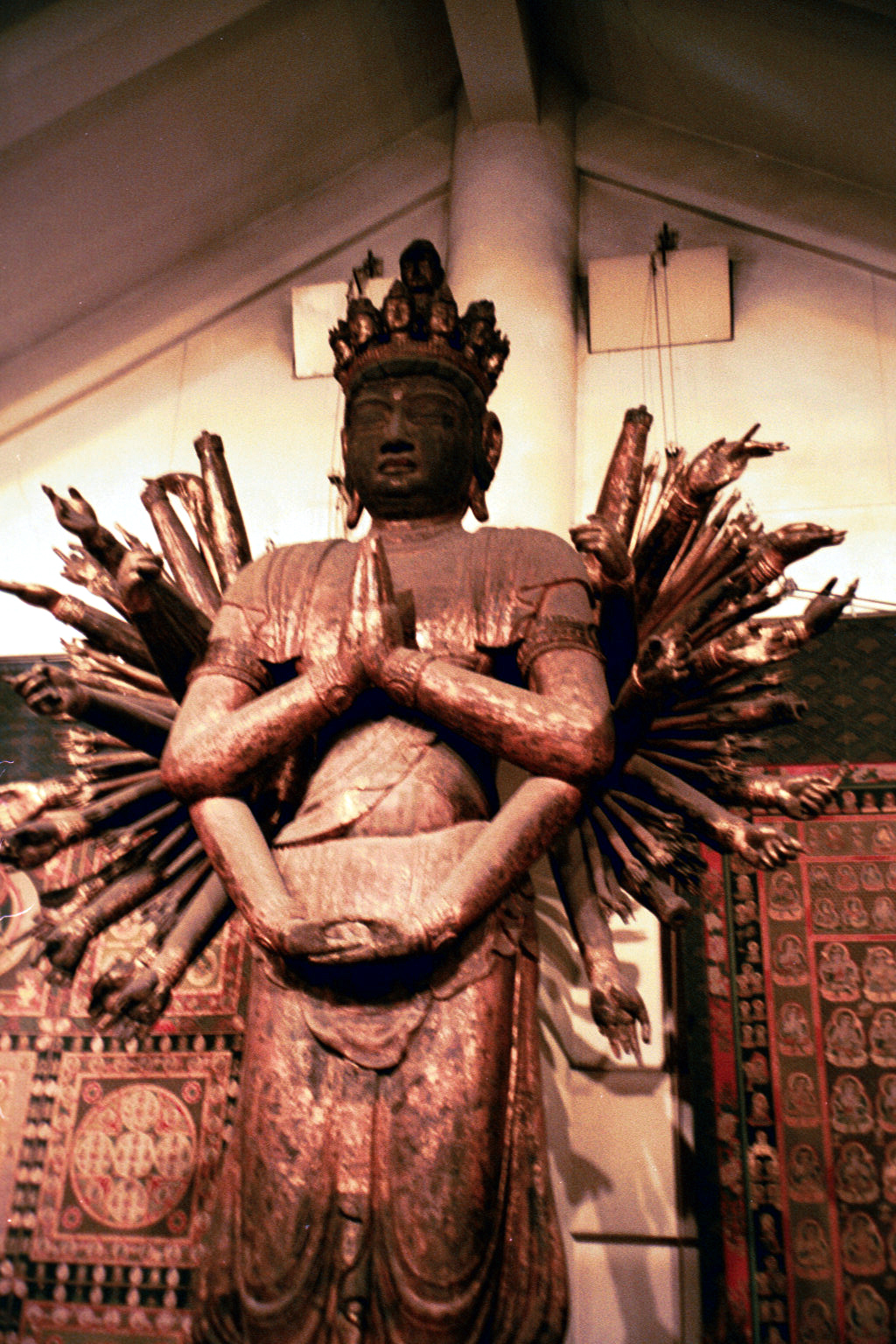
東寺 旧食堂像

### 国宝
| 所在地           | 所在地                  | 姿勢 | 時代                           |
| ---------------- | ----------------------- | ---- | ------------------------------ |
| 京都府京都市     | 三十三間堂本尊像        | 坐像 | 鎌倉時代                       |
| 京都府京都市     | 三十三間堂像（1,001体） | 立像 | 一部は平安時代、一部は鎌倉時代 |
| 京都府京都市     | 広隆寺旧講堂像          | 立像 | 寛弘9年（1012年）              |
| 京都府京都市     | 法性寺像                | 立像 | 平安時代                       |
| 大阪府藤井寺市   | 葛井寺本尊像            | 坐像 | 神亀2年（725年）               |
| 奈良県奈良市     | 唐招提寺金堂像          | 立像 | 奈良時代                       |
| 奈良県奈良市     | 興福寺旧食堂像          | 立像 | 鎌倉時代                       |
| 和歌山県日高川町 | 道成寺本尊像            | 立像 | 平安時代                       |

### 重要文化財
| 所在地           | 所在地             | 姿勢 | 時代               |
| ---------------- | ------------------ | ---- | ------------------ |
| 福島県会津坂下町 | 恵隆寺像           | 立像 | 鎌倉時代           |
| 三重県伊勢市     | 太江寺像           | 坐像 | 鎌倉時代           |
| 京都府京都市     | 清水寺本尊像       | 立像 | 鎌倉時代           |
| 京都府京都市     | 清水寺奥之院本尊像 | 坐像 | 鎌倉時代           |
| 京都府京都市     | 東寺旧食堂像       | 立像 | 平安時代           |
| 京都府京都市     | 峰定寺像           | 坐像 | 久寿元年（1154年） |
| 京都府京丹後市   | 縁城寺像           | 立像 | 平安時代後期       |
| 和歌山県日高川町 | 道成寺初代本尊像   | 立像 | 奈良時代           |
| 和歌山県日高川町 | 道成寺秘仏千手像   | 立像 | 南北朝時代         |
| 福岡県糸島市     | 大悲王院像         | 立像 | 鎌倉時代           |

### その他
- 大阪府和泉市 - 施福寺札所本尊。立像。和泉市指定文化財。
- 佐賀県神埼市 - 仁比山地蔵院本尊像。立像。九州七観音。